# Старина (Нікольський район)
Старина́ (рос. Старина) — присілок у складі Нікольського району Вологодської області, Росія. Входить до складу Кемського сільського поселення.

## Населення
Населення — 46 осіб (2010; 77 у 2002).
Національний склад (станом на 2002 рік):
- росіяни — 100 %